# Jens Kirkegaard
Jens Kirkegaard (Lindum, Viborg, 1 de juny de 1889 – Randers, 20 d'abril de 1966) va ser un gimnasta artístic danès que va competir a començaments del segle xx.
El 1912 va prendre part en els Jocs Olímpics d'Estocolm, on va guanyar la medalla de plata en el concurs per equips, sistema suec del programa de gimnàstica.